# Daj, proszę
Daj, proszę (ang. Please Give, 2010) – amerykański komediodramat w reżyserii i według scenariusza Nicole Holofcener.
Obraz prezentowany poza Konkursem Głównym podczas 60. Międzynarodowego Festiwalu Filmowego w Berlinie w 2010 roku.

## Opis fabuły
Kate (Catherine Keener) i Alex (Oliver Platt) są parą, mieszkającą w nowojorskim apartamencie wraz z ich nastoletnią córką Abby (Sarah Steele). Kate i Alex są właścicielami własnego sklepu meblowego, specjalizującego się w nowoczesnych, używanych meblach, kupowanych od pośredników nieruchomości. Para decyduje się powiększyć dom, dlatego kupują od umierającej sąsiadki jej mieszkanie. Sąsiadką pary jest wiekowa i złośliwa Andra (Ann Morgan Guilbert), która ma dwie wnuczki: skromną i hojną Rebeccę (Rebecca Hall), techniczkę radiologiczną zajmującą się wykonywaniem mammografii, oraz piękną i egocentryczną Mary (Amanda Peet), z zawodu kosmetyczkę, która bez skrupułów romansuje z żonatymi mężczyznami.
Tymczasem Kate, próbuje odnaleźć sens życia − postanawia skupić się na wolontariacie.

## Obsada
- Catherine Keener jako Kate
- Rebecca Hall jako Rebecca
- Amanda Peet jako Mary
- Oliver Platt jako Alex
- Ann Morgan Guilbert jako Andra
- Josh Pais jako Adam
- Sarah Steele jako Abby
- Elise Ivy jako Marissa

i inni

## Nagrody i nominacje
Independent Spirit Awards 2010
- nagroda: nagroda im. Roberta Altmana
- nominacja: najlepszy scenariusz − Nicole Holofcener

Nagroda Satelita 2010
- nagroda: najlepszy montaż − Robert Frazen
- nominacja: najlepszy film komediowy lub musical
- nominacja: najlepsza aktorka w filmie komediowym lub musicalu − Catherine Keener